# تجفاف نهائي

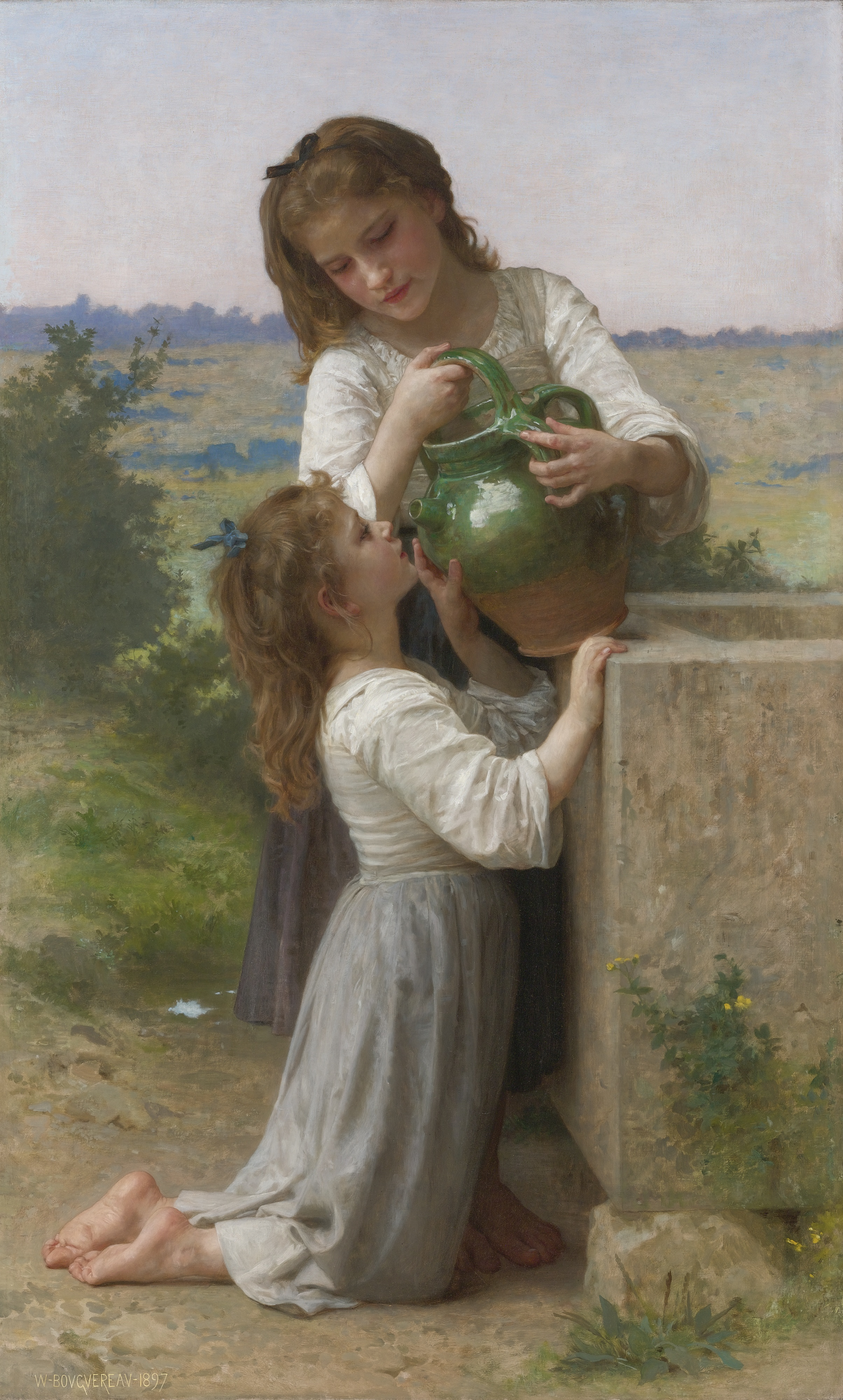
مساعدة ضد العطش (وليام أدولف بوغيرو)

التجفاف النهائي هو التجفاف الذي يصل إلى حد الموت. يميز بعض العلماء بين التجفاف النهائي، ونهاية التجفاف. لا تعترف المحاكم في الولايات المتحدة عمومًا بحقوق السجناء بتطبيق التجفاف النهائي الطوعي، ويعتبرونه انتحارًا.

## التطور
تظهر أثناء التجفاف النهائي أعراض التجفاف المعتادة، مثل الصداع وتشنجات الساق.  لا يعتبر الوصول إلى التجفاف النهائي من التصرفات الاندفاعية على عكس العديد من طرق الانتحار الأخرى. في حال الوصول إلى نقطة اللاعودة، يستحيل استعاد الإماهة الطبيعية بالأساليب البسيطة كالأماهة الفموية، يتطلب إيقاف التجفاف في هذه الحالة تدخل طبي مثل الحقن الوريدي. يحدث فقدان الوعي لدى المرضى قبل حدوث الموت بسبب التجفاف النهائي، وقد يعانون أيضًا من الهذيان واضطراب تركيز صوديوم الدم. ينجم الشعور بالعطش لدى مرضى التجفاف النهائي عن الإحساس بجفاف الفم وليس عن التوقف عن تناول الماء، لذلك فهو لا يعتبر عطشًا حقيقيًا. يوجد العديد من الأدلة التي تنفي حدوث العطش الحقيقي، تثبت بعضها أن الشعور بالمرض لا يزول عن طريق إعطاء السوائل عن طريق الوريد، بل عن طريق ترطيب اللسان والشفتين والعناية المناسبة بالفم. يعيش المرضى الذين يعانون من الوذمة لمدة أطول أثناء التجفاف النهائي، يعود السبب إلى وجود فائض من السوائل في أجسامهم بسبب الوذمة. يسبب التجفاف إحساسًا بالنشوة الخفيفة بشرط عدم استخدام الحقن الوريدي.

## التجفاف الطوعي
أجريت مقارنة بين التجفاف النهائي أو الموت الطوعي بسبب التجفاف وبين الموت بمساعدة طبية، يتمتع الموت الطوعي بسبب التجفاف بمزايا كبيرة فيما يتعلق بحرية تقرير المصير، وإمكانية التنفيذ، والنزاهة المهنية، والآثار الاجتماعية. يحق للمريض رفض العلاج ويعتبر إجباره على استخدام الماء اعتداءً شخصيًا، وهو ما يختلف كليًا عن الحالة التي يرفض فيها الطبيب تقديم الدواء المميت للمرض. يرى بعض الأطباء أن لهذه الطريقة عيوبها الخاصة كوسيلة إنسانية للموت الطوعي. وجدت إحدى الدراسات الاستقصائية التي أجريت على ممرضات اللواتي يعملن في المستشفيات في ولاية أوريجون (حيث يعتبر الانتحار بمساعدة الطبيب قانونيًا) أن ما يقرب من ضعف عدد الأشخاص فضلوا الاعتناء بالمرضى الذين اختاروا الرفض الطوعي للطعام والسوائل لتسريع الموت على الاعتناء بالمرضى الذين اختاروا الانتحار بمساعدة الطبيب. يسبب الصيام والتجفاف الطوعي معاناةً وألمًا أقل وأكثر سلامًا من الانتحار بمساعدة الطبيب بحسب موجودات الدراسة نفسها. لا يشعر مرضى التجفاف النهائي الطوعي في كثير من الأحيان بأي ألم، يحصل هؤلاء المرضى على المهدئات وأدوات الرعاية مثل غسولات الفم أو البخاخات، قد يفصل خط رفيع بين التهدئة النهائية التي تنتهي بالوفاة بسبب التجفاف وبين الموت الرحيم.
أجريت الدراسات على الأشخاص الذين يعانون من مرض عضال ويختارون الموت، كانت الوفاة الناجمة عن التجفاف النهائي هادئة بشكل عام، ولم تترافق مع كثير من الألم والمعاناة في حال استخدام كمية كافية من المهدئات. قد يعاني جميع المرضى من جميع الأعمار من الشعور بخفة الرأس، والدوخة، وفقدان الشهية أيضًا.
يعتبر التحنيط الذاتي أحد الطقوس التي اعتاد ممارستها أفراد طائفة سوكوشينبوتسو البوذية في اليابان، يمكن تحقيقه من خلال التخلي عن كل الطعام والسوائل حتى الموت.

## التجفاف غير الطوعي
اندلع في هولندا جدل حول التجفاف النهائي، أو ما يعرف هناك باسم فيرسترينغ. اتهمت بعض دور التمريض بوجود حالات تجفاف غير طوعية بين المرضى. لم يوجد أي دليل على تطبيق التجفاف النهائي القسري في دور التمريض. ومع ذلك، أعرب الكثيرون عن معارضتهم وبشدة لتقديم المساعدة لأولئك الذين يمتنعون طوعًا عن الطعام والشراب.